# BMW R 1200 GS K50
Die BMW R 1200 GS ist ein Motorrad der Bayerischen Motoren Werke. Die Reiseenduro wurde am 3. Oktober 2012 auf der Zweiradmesse Intermot in Köln präsentiert. Verkaufsbeginn war am 2. März 2013.
Das Motorrad wird wie alle Modelle der R-Reihe von einem Boxermotor angetrieben und im BMW-Werk Berlin in Spandau endmontiert. Die Modellbezeichnung GS bedeutet Gelände/Straße, der interne Werkscode lautet K50. Die Verkaufsbezeichnung blieb unverändert.
Erstmals wurde ein BMW-Boxer wassergekühlt; die klassische Durchströmung der Zylinderköpfe von hinten (Ansaugseite) nach vorn (Auspuffseite) wurde ab diesem Boxermodell auf eine Durchströmung von oben nach unten geändert.
Am 7. Oktober 2013 wurde in einer offiziellen Pressemitteilung die BMW R 1200 GS Adventure (K51), die unter anderem einen größeren Kraftstofftank und längere Federwege hat, auf Basis der K50 vorgestellt.
Das Modell führte über die gesamte Produktionsdauer stets die deutsche Zulassungsstatistik an, es war damit das erfolgreichste Motorrad im deutschen Markt.

## Entwicklung
Projektmanager Toine Ruhé übernahm Anfang 2007 den Auftrag, eine völlig neue GS zu entwickeln. Für die Erfüllung zukünftiger Anforderungen wie mehr Leistung und Drehmoment, weniger Verbrauch und bessere Abgaswerte war die komplette Überarbeitung des Antriebs erforderlich. Dabei sollte die klassische „Flyline“ bewahrt werden. Von der Seite betrachtet zeichnet die GS ein liegendes S, das sich vom Schnabel über den Tank, durch die Sitzbank bis ins Heck zieht. Innerhalb von sieben Jahren konstruierte BMW unter der Leitung von Chefentwickler Josef Miritsch den Motor, die Motorkühlung, das Fahrwerk und den Antriebsstrang grundlegend neu.

## Konstruktion

### Antrieb
Der luft- und wassergekühlte Zweizylinder-Viertaktmotor erzeugt aus 1170 cm³ Hubraum eine Nennleistung von 92 kW (125 PS) und ein maximales Drehmoment von 125 Nm bei einer Drehzahl von 6500 min−1. Die zwei gegenüber liegenden Zylinder des Boxermotors haben eine Bohrung von 101 mm, die Kolben einen Hub von 73,6 mm bei einem Verdichtungsverhältnis von 12,5 : 1. Die jeweils zwei mit Ketten angetriebenen und miteinander per Zahnrädern kämmenden  obenliegenden Nockenwellen in den beiden Zylinderköpfen steuern über Schlepphebel zwei Einlass- und zwei Auslassventile. Die Schlepphebel wurden vom Superbike BMW S 1000 RR übernommen. Über einen Fliehkraftregler wird beim Startvorgang je ein Auslassventil ausgehoben, um die Kompression für den elektrischen Anlasser aufzuheben. Bauartbedingt ist der Boxermotor durch die symmetrische Bewegung der beiden gegenüberliegenden Kolben laufruhiger als andere Zweizylindermotoren. Durch das konstantere thermische Verhalten konnten die Maßtoleranzen enger gewählt und Motorgeräusche reduziert werden.
Der Kurbeltrieb ist leichter und dreht im Gegensatz zum Vorgängermodell rechtsherum. Die Kurbelwelle treibt vorn die Wasserpumpe und hinten die Lichtmaschine an. Über ein Zahnradpaar ist die Welle mit dem Kupplungskorb verbunden. Die somit gegenläufig rotierende Kupplung neutralisiert einen Teil des für längs montierte Boxermotoren typischen Kippmoments. Die Ölpumpe hat zwei Rotoren. Der eine Rotor erzeugt den Öldruck für die Schmierung von Haupt- und Pleuellagern, der zweite für Kupplung und Motorkühlung.
Bereits ab einer Drehzahl von 2000 min−1 liegt ein Drehmoment von über 100 Nm an. Das Motorrad beschleunigt in 3,6 Sekunden von 0 auf 100 km/h und erreicht eine Höchstgeschwindigkeit von 219 km/h.

### Kraftübertragung
Der Primärtrieb erfolgt über Zahnräder. Die Krafttrennung erfolgt durch eine hydraulisch betätigte Anti-Hopping-Kupplung, die Drehmomentumwandlung durch ein klauengeschaltetes, schrägverzahntes Getriebe mit sechs Gängen. Der Sekundärantrieb erfolgt über einen Kardanantrieb in der Paralever-Schwinge.

### Elektrik
Die Starterbatterie hat eine Kapazität von 12 Ah und versorgt den elektrischen Anlasser. Die Bordelektronik kommuniziert über einen LIN- und CAN-Bus mit dem Electronic Suspension Adjustment (ESA, elektronische Federungs- bzw. Fahrwerksanpassung), mit dem Antiblockiersystem (ABS) und der Automatischen Stabilitäts Control (ASC). Die Gasgriffbefehle werden elektronisch in die entsprechenden Drosselklappenstellungen umgesetzt. Die Lichtmaschine erzeugt eine elektrische Nennleistung von 580 Watt. BMW bietet optional einen LED-Scheinwerfer mit integriertem Tagfahrlicht an.

### Kraftstoffversorgung
Die Gemischbildung erfolgt durch eine elektronische Kraftstoffeinspritzung mit digitaler Motorelektronik (BMS-K+). Die Zündung erfolgt je Zylinder durch eine transistorgesteuerte Zündkerze. BMW gibt den durchschnittlichen Kraftstoffverbrauch mit 5,5 Liter auf 100 km bei einer Geschwindigkeit von 120 km/h an. Der Kraftstofftank hat ein Volumen von 20 Liter, davon sind vier Liter Reserve. Die theoretische Reichweite auf Landstraße beträgt 417 km.
Der Hersteller empfiehlt die Verwendung von bleifreiem Motorenbenzin mit einer Klopffestigkeit von mindestens 95 Oktan. Die Abgasnachbehandlung erfolgt durch einen geregelten Drei-Wege-Katalysator und unterschreitet die Schadstoffgrenzwerte der Abgasnorm Euro-3. Die 2-in-1-Auspuffanlage mündet auf der rechten Seite in einen Endschalldämpfer aus Edelstahl mit Klappensteuerung.

### Fahrwerk
Das Fahrwerk baut auf einem torsionssteifen Gitterrahmen aus Stahlrohren auf und hat hinten eine Einarmschwinge aus Aluminiumguss mit Paralever. Der Heckrahmen ist im Gegensatz zum Vorgänger nicht geschweißt, sondern angeschraubt. Das Vorderrad wird von einem Telelever mit 37 mm Standrohrdurchmesser und 190 mm Federweg geführt. Optional wird eine dreistufige, elektronische Fahrwerksanpassung (eng. Electronic Suspension Adjustment, ESA) und eine Fahrdynamikregelung (eng. Automatic Stability Control, ASC) angeboten. Der dreiteilige Frontträger aus Magnesiumlegierung besteht aus den Cockpit-Instrumenten, dem Windschild sowie der Beleuchtungseinrichtung und dem „Schnabel“. Die zulässige Gesamtmasse beträgt 450 kg.
Am Vorderreifen verzögert eine Doppelscheibenbremse mit Vier-Kolben-Bremssätteln vom italienischen Zulieferer Brembo, hinten eine Scheibenbremse mit Ein-Kolben-Schwimmsattel. Ein serienmäßiges Antiblockiersystem unterstützt die Verzögerung an beiden Bremsen. Das Motorrad verzögert von 100 km/h in den Stand mit durchschnittlich 9,8 m/s² und benötigt einen Bremsweg von 39,3 Meter.

## Modellentwicklung
Gegenüber dem Vorgängermodell mit dem Werkscode K25 wurde die Nennleistung durch eine geänderte Motorabstimmung um 11 kW (15 PS) erhöht, dadurch beschleunigt die K50 1,9 Sekunden schneller von 0 auf 200 km/h als die K25. Die maximale Zuladung wurde um 11 kg auf 212 kg erhöht. Der luft-/ölgekühlte Boxermotor des Vorgängermodells K25 lief aufgrund strenger Abgasvorschriften bereits sehr mager und damit sehr heiß, weshalb der Motor der K50 an den besonders heißen Stellen nun mit 1,2 Liter Kühlflüssigkeit durchströmt wird. 65 Prozent der Motorabwärme wird über den Fahrtwind abgeführt. Der wassergekühlte Motor ist weniger thermisch belastet als die vorherige luft-ölgekühlte Konstruktion. Im vorderen Bereich kaschieren Seitenverkleidungsteile die zwei vor dem Luftfilterkasten montierten Radiatoren der Wasserkühlung.
| Werkscode               | K25                  | K25                  | K25                  | K50                    | K50                    |
| ----------------------- | -------------------- | -------------------- | -------------------- | ---------------------- | ---------------------- |
| Verkaufsbezeichnung     | R 1200 GS            | R 1200 GS            | R 1200 GS            | R 1200 GS              | R 1250 GS              |
| Fahrzeugschlüssel       | 0307/0317            | 0303/0313            | 0450/0460            | 0A01/0A11              | 0J91/0J93              |
| Bauzeit 1               | 2004–2007            | 2008–2009            | 2010–2012            | 2013–2018              | ab 2019                |
| Nennleistung [kW/PS]    | 72/98                | 77/105               | 81/110               | 92/125                 | 100/136                |
| max. Drehmoment [Nm]    | 115                  | 115                  | 120                  | 125                    | 143                    |
| Zylinder                | angeschraubt         | angeschraubt         | angeschraubt         | angegossen             | angegossen             |
| Kühlmedium              | 78 % Luft, 22 % Öl   | 78 % Luft, 22 % Öl   | 78 % Luft, 22 % Öl   | 65 % Luft, 35 % Wasser | 65 % Luft, 35 % Wasser |
| Durchströmung           | horizontal           | horizontal           | horizontal           | vertikal               | vertikal               |
| Ventiltrieb             | hc, Kipphebel        | hc, Kipphebel        | dohc, Schlepphebel   | dohc, Schlepphebel     | dohc, Schlepphebel     |
| Höchstdrehzahl [min−1]  | 7800                 | 8000                 | 8500                 | 9000                   | 9000                   |
| Zündkerzen pro Zylinder | 2                    | 2                    | 2                    | 1                      | 1                      |
| Klopfregelung           | ja                   | ja                   | ja                   | nein                   | ja                     |
| Gasgriff                | mechanisch           | mechanisch           | mechanisch           | elektronisch           | elektronisch           |
| Einlassventile Ø [mm]   |                      | 36,35                | 39                   | 40                     | 52                     |
| Auslassventile Ø [mm]   |                      | 31,00                | 33                   | 34                     |                        |
| Auspuffklappe           | nein                 | nein                 | ja                   | ja                     | ja                     |
| Kupplung                | Einscheiben, trocken | Einscheiben, trocken | Einscheiben, trocken | Mehrscheiben, im Ölbad | Mehrscheiben, im Ölbad |
| Getriebe                | separat              | separat              | separat              | integriert             | integriert             |

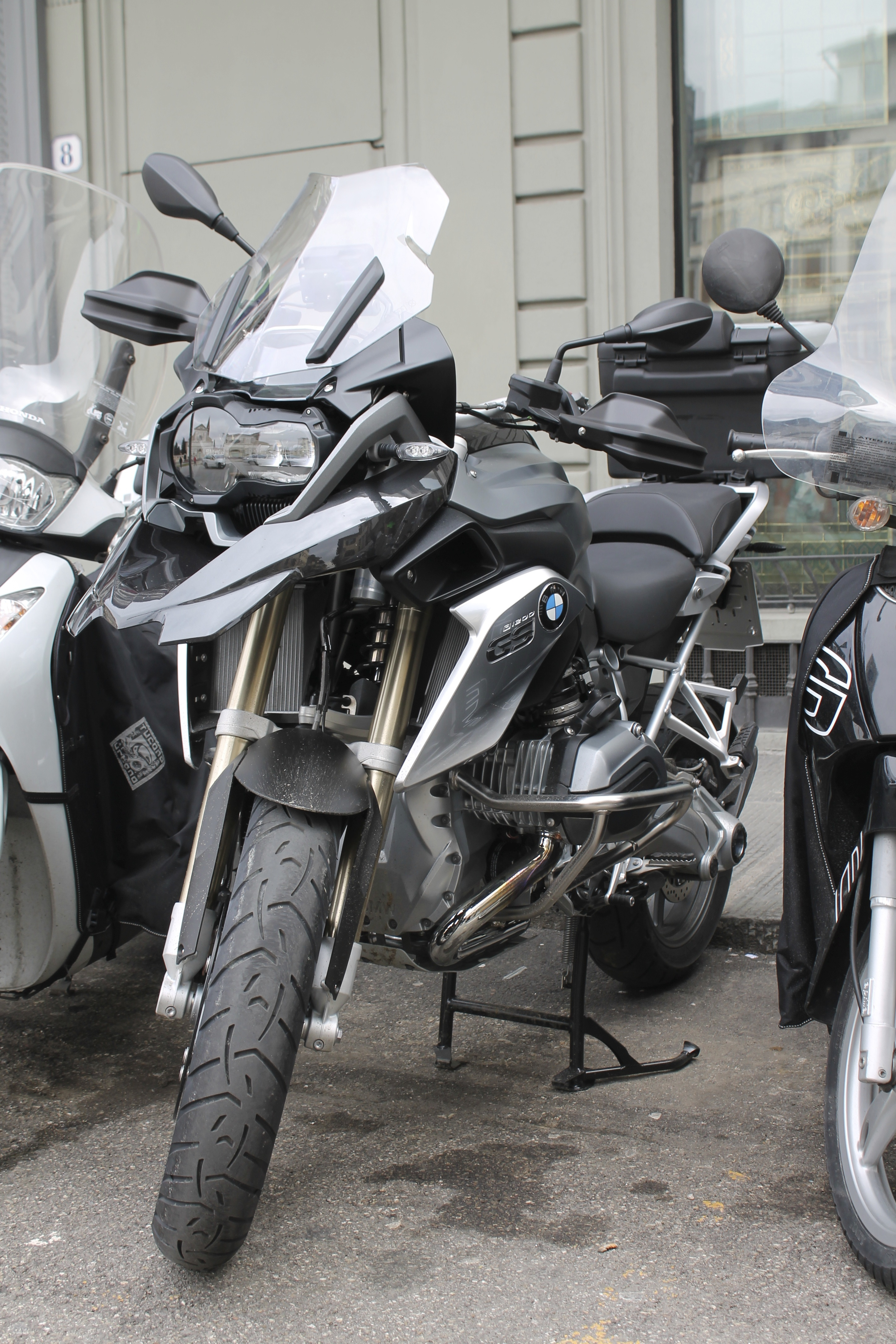
GS mit optionalem Motorschutzbügel

Die Airbox wurde vor die Sitzbank verlegt und der Luftfilterkasten erhielt einen Schnorchel, um die Wattiefe zu vergrößern. Das zuvor angeflanschte Sechsganggetriebe wurde in das Motorgehäuse integriert. Eine hydraulisch betätigte, an der Stirnseite montierte Ölbadkupplung mit acht Scheiben und Anti-Hopping-Funktion ersetzte eine Einscheiben-Trockenkupplung. Die Brennräume werden von einem Fallstrom vertikal durchströmt und nicht wie beim Vorgängermodell horizontal, so dass mehr Luft in den Brennraum strömt und die Einspritzdüsen nun direkt auf die Einlassventile gerichtet sind. Der wassergekühlte Boxermotor braucht weder eine Doppelzündung noch Klopfsensoren und kann mit Normal-Benzin betankt werden. Der Produktmanager von BMW kommentierte die Modellentwicklung mit den Worten: „Nur noch der Name ist gleich geblieben.“ (Reiner Finks)

## Marktpositionierung
Der Basispreis betrug zum Verkaufsstart 14.100 Euro in der Europäischen Union und 15.800 US-Dollar in den Vereinigten Staaten. Im Laufe des Jahres 2013 wurde allerdings die Preisliste verändert: Zur Markteinführung gab es fünf verschiedene Ausstattungspakete, welche zum Teil untereinander nicht kompatibel waren. Dies führte bei den Kunden oft zu Verwirrung; ein Fahrzeug mit Vollausstattung zu bestellen war praktisch nicht möglich. Durch eine Anhebung des Grundpreises Mitte des Jahres 2013 um 300 Euro auf nun 14.400 Euro und einer Reduzierung der Ausstattungspakete auf nunmehr drei, welche auch untereinander kompatibel sind, begegnete BMW diesen Problemen.
Die 1200er GS ist in der Klasse der Reiseenduros mit über einem Liter Hubraum durchschnittlich motorisiert. Im Drehzahlbereich bis 6500 min−1 hat der Boxermotor mehr Drehmoment als die Konkurrenzmodelle.
| Hersteller | Name                      | Motortyp | Hubraum [cm³] | Leistung | Leistung | Drehmoment [Nm] |
| Hersteller | Name                      | Motortyp | Hubraum [cm³] | [kW]     | [PS]     | Drehmoment [Nm] |
| ---------- | ------------------------- | -------- | ------------- | -------- | -------- | --------------- |
| KTM        | 1190 Adventure            | V2       | 1195          | 110      | 150      | 125             |
| Ducati     | Multistrada 1200          | V2       | 1198          | 110      | 150      | 119             |
| Triumph    | Tiger Explorer            | R3       | 1215          | 101      | 137      | 121             |
| Honda      | VFR 1200 X Crosstourer    | V4       | 1237          | 095      | 129      | 126             |
| Aprilia    | ETV 1200 Caponord         | V2       | 1197          | 094      | 128      | 116             |
| Benelli    | TreK 1130                 | R3       | 1131          | 092      | 125      | 112             |
| BMW        | R 1200 GS (K50)           | B2       | 1170          | 092      | 125      | 125             |
| Kawasaki   | Versys 1000               | R4       | 1043          | 087      | 118      | 102             |
| Yamaha     | XT 1200 Z Super Ténéré    | R2       | 1199          | 081      | 110      | 114             |
| BMW        | R 1200 GS Adventure (K51) | B2       | 1170          | 092      | 125      | 125             |
| Moto Guzzi | Stelvio 1200              | V2       | 1151          | 077      | 105      | 113             |

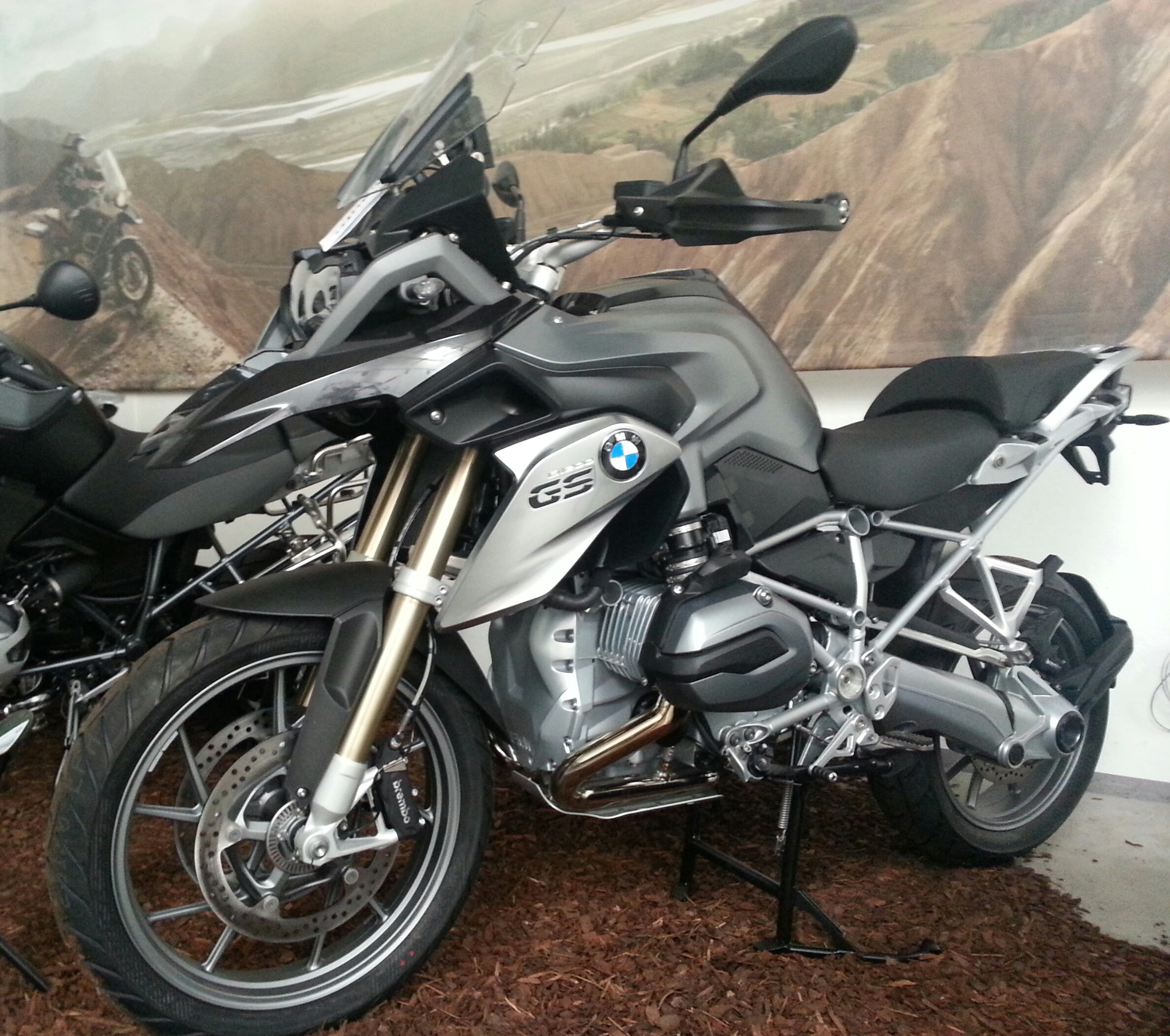
Farbcode Thunder grey metallic

Das Vorgängermodell dominierte von 2004 bis 2012 die deutsche Zulassungsstatistik. In den ersten fünf Monaten nach dem Verkaufsstart wurden in Deutschland 4598 Stück von der K50 verkauft, fast viermal so viele wie vom zweitplatzierten Motorrad Kawasaki ER-6n. 2018, im letzten Baujahr der R 1200 GS, wurden in Deutschland 7304 Stück verkauft, von der zweitplatzierten Yamaha MT-07 „nur“ 3199.

## Kritiken
„Die GS bleibt ihrem schrägen Grundgedanken treu, ein lustiges, altes Konzept mit Gewalt der Zukunft anzupassen. Wahrscheinlich glaubt BMW, sie bräuchten all diese Alleinstellungsmerkmale, um das Fahrzeug an der Spitze der Zulassungsstatistik verkaufen zu können.“

„Er läuft gleich rund und hat das Rütteln und Schütteln des Vorgängers abgelegt, nicht nur in der kurzen Warmlaufphase. Lediglich 1,2 Liter Wasser kühlen den Motor, und zwar nur an den heißesten Stellen. Im alten Modell war Öl die Kühlflüssigkeit – Wasser kann doppelt so viel Wärme aufnehmen. Fast zwei Drittel der entstehenden Wärme werden wie bisher über die groben Kühlrippen der Zylinder abgeführt.“

„Erstaunlich deshalb beispielsweise, dass BMW mit ‚nur‘ 125 PS gegen die teilweise deutlich stärkere Konkurrenz antritt. Natürlich reichen die angebotenen Pferdchen in nahezu jeder Situation. Aber mit dieser Leistung liegt die BMW inzwischen auf der eher schwächeren Seite und reiht sich nur vor Moto Guzzi, Yamaha und Kawasaki ein. Klar geschlagen wird sie von Ducati, KTM und Triumph; der Honda Crosstourer mit seinem prächtigen V4-Motor und die Aprilia liegen leicht darüber.“

„Der runde Lauf des Wasserboxers hilft zwar, das Gleichgewicht zu halten, dafür baggert sich die schwungmassengewaltige Adventure bei falscher Gangwahl noch einen Tick unbeirrbarer aus dem Drehzahlsumpf. Doch auf der Straße spielen diese tiefsten Niederungen keine Rolle. Und so prescht die Wasser-GS in Richtung Feierabend, als wollte sie heute noch Sportmotorradfahrer demoralisieren.“

„Nein, die neue GS ist nicht perfekt. Das Getriebe gibt sich garstig, die Kupplung trennt schwammig, im Zylinderkopf klingelt’s und der Kardan wummert. Dies sind zwar keine schwerwiegenden funktionalen Mängel, aber doch unschöne Kleinigkeiten, die das Fahrvergnügen schmälern.“